# Cyclotrichium glabrescens
Cyclotrichium glabrescens là một loài thực vật có hoa trong họ Hoa môi. Loài này được (Boiss. ex Rech.f.) Leblebici mô tả khoa học đầu tiên năm 1974.